# Mutkogel
Der Mutkogel ist ein 3309 Meter hoher Berg in Tirol in den Ötztaler Alpen auf dem Weißkamm. Er befindet sich südlich des Tiefenbachkogels und östlich des Mittelbergferner, zwischen diesem und dem Tiefenbachferner. Der Gipfel ist vom Skigebiet am Tiefenbachferner über den Nordgrat erreichbar. Der Zustieg von der Braunschweiger Hütte nimmt zwei bis drei Gehstunden in Anspruch. Über den Südgrat ist er mit Kletterei im I. Grad der UIAA-Skala erreichbar.